# La Martine
La Martine est une nouvelle de Guy de Maupassant, parue en 1883.

## Historique
La Martine est initialement publiée dans la revue Gil Blas du 11 septembre 1883 sous le pseudonyme Maufrigneuse, puis dans le recueil Le Rosier de Mme Husson (1888).

## Résumé
En retournant chez lui après la messe, Benoist fait le chemin avec Martine et son père. Soudainement en la regardant il se dit : « Nom d’un nom, c’est une belle fille tout de même que la Martine », il n’en mange plus, il en rêve la nuit, il va l’espionner.
Prenant son courage à deux mains, il va lui avouer son amour, il s’ensuit une amourette jusqu’au jour où Martine ne vient plus à ses rendez-vous. Le dimanche suivant, le curé annonce le mariage de Martine et Joséphin. Benoist met de longs mois à se remettre de cette rupture, un jour s’estimant guéri, il repasse devant chez Martine, il entend crier, il se précipite, elle est en train d’accoucher, il l’aide et l’arrivée du bébé lui fait comprendre qu’il n’aime plus Martine.

## Éditions
- La Martine dans Maupassant, contes et nouvelles, texte établi et annoté par Louis Forestier, Bibliothèque de la Pléiade, éditions Gallimard, 1974  (ISBN 978-2-07-010805-3).

## Adaptation
- La Martine a été adaptée au cinéma par Paul Vecchiali pour son court métrage réalisé en 2016 et intitulé Trois mots en passant[1].